# Тшаскі (Журомінський повіт)
Тшаскі (пол. Trzaski) — село в Польщі, у гміні Бежунь Журомінського повіту Мазовецького воєводства.
Населення — 85 осіб (2011).
У 1975—1998 роках село належало до Цехановського воєводства.

## Демографія
Демографічна структура станом на 31 березня 2011 року:
|          | Загалом | Допрацездатний вік | Працездатний вік | Постпрацездатний вік |
| -------- | ------- | ------------------ | ---------------- | -------------------- |
| Чоловіки | 42      | 8                  | 20               | 14                   |
| Жінки    | 43      | 9                  | 13               | 21                   |
| Разом    | 85      | 17                 | 33               | 35                   |